# Zapotitlán Tablas (kommun)
Zapotitlán Tablas är en kommun i Mexiko.   Den ligger i delstaten Guerrero, i den sydöstra delen av landet, 230 km söder om huvudstaden Mexico City. Antalet invånare är 9 601.
Följande samhällen finns i Zapotitlán Tablas:
- Zapotitlán Tablas
- Escalerilla Lagunas
- Huiztlatzala
- Ayotoxtla
- Tamaloya
- Villa de Guadalupe
- Ahuixotitla
- El Mirador
- Tierra Colorada
- Laguna Membrillo
- San Miguel Cuixapa Norte
- Puerto Buenavista
- Huixtlazala
- San Marcos
- Vicente Guerrero
- Cerro el Maguey
- Ixtlahuazaca
- Luis Donaldo Colosio Murrieta
- Tierra Colorada
- Xocoapancingo
- Río San Marcos
- Cerro Verde
- Alteopa
- Colonia Ocote Capulín
- Lázaro Cárdenas
- El Sombrerito
- Piedra Pinta
- Tres Lagunas
- Barranca Xoco
- Ojo de Agua
- Piedra Ancha
- Barranca Xoco
- San Agustín
- Flor de Pascua